# Nazi Hunters
Nazi Hunters è un libro thriller per ragazzi del 2013 di Neal Bascomb. Pubblicato per la prima volta con il titolo di Haunting Eichmann, è stato poi trasformato in una versione per ragazzi.

## Trama
Adolf Eichmann, seguace di Hitler, una volta persa la guerra scappa perché criminale di guerra. Nel 1947 Manus Diamant va sotto copertura, dalla moglie di Eichmann, dove trova una foto del sospettato. Eichmann nel frattempo va in molti posti d’Europa a rifugiarsi, per poi finire a Buenos Aires (Argentina) con la famiglia. Grazie a vari aiuti di varie nazioni riescono a scoprire che Eichmann si trova in quel luogo. Lothar Hermann (uomo cieco) e la e la figlia Sylvia procurano informazioni. Per i seguenti anni si pianifica il rapimento di Eichmann. Sedici anni dopo, il criminale viene rapito a una fermata del bus in Argentina. Dopo il rapimento Eichmann rileva di essere il criminale che cercavano. In seguito rivela varie informazioni su quello che ha fatto. Dopo viene segretamente portato via dall’Argentina. Vengono però scoperti, ma non glielo “rubano”. In seguito viene processato, e dopo molte decisioni Eichmann viene condannato a morte.

### Edizioni
(IT) Neal Bascomb, Nazi Hunters, Traduzione di Leonardo Taiuti, 1ª ed., Giunti Editore, 2014  [2013], ISBN 978-88-09-78897-8.